# Sluizen (Bevekom)
Sluizen (Frans: l'Écluse; Waals: Scluze) is een plaats en deelgemeente van de Belgische gemeente Bevekom. Sluizen ligt in de provincie Waals-Brabant en was tot 1 januari 1977 een zelfstandige gemeente.

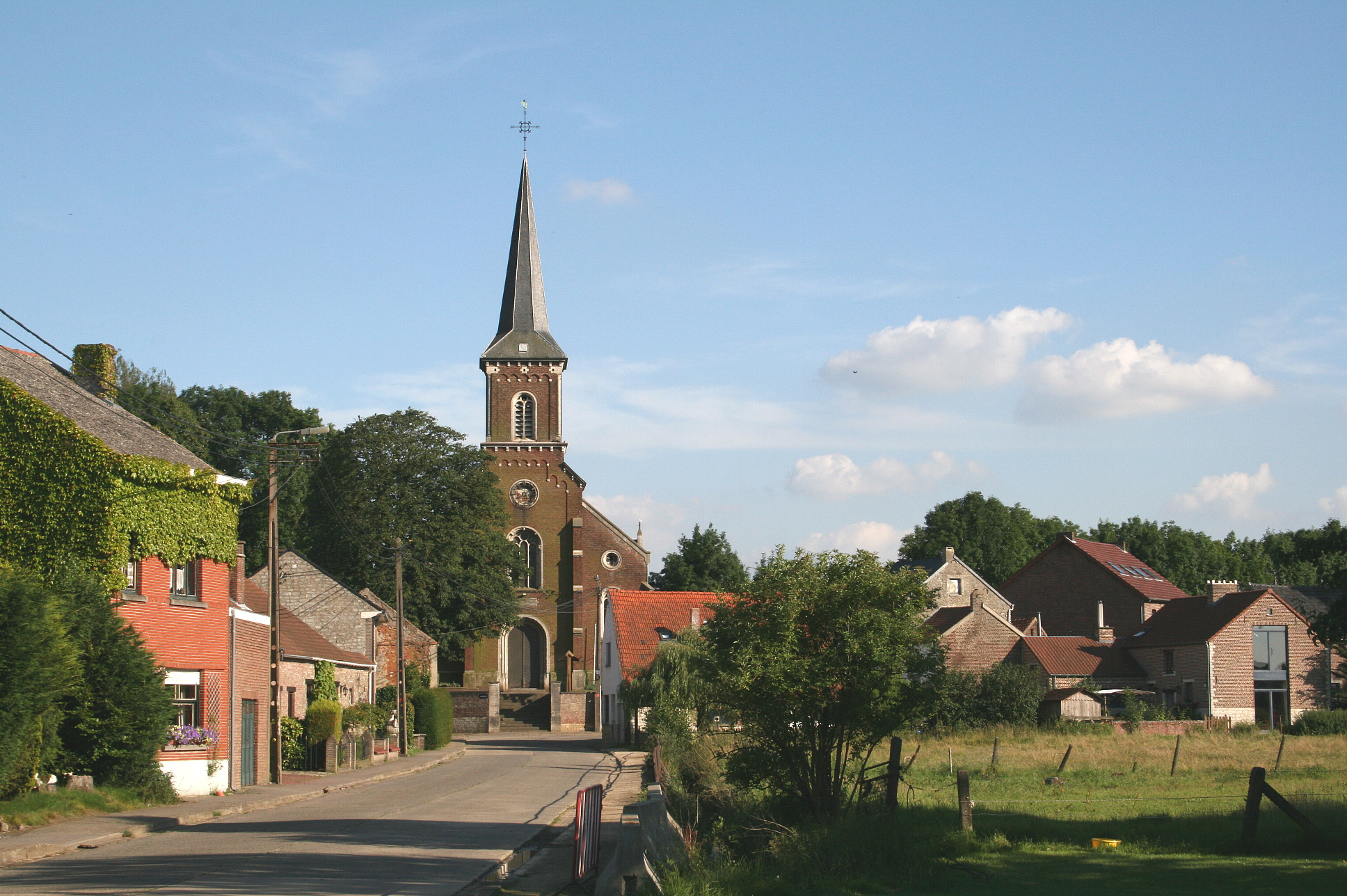
De buurt van de kerk.

## Geschiedenis
Onder het ancien régime was Sluizen afhankelijk van de parochie Hoegaarden, onder het bestuur van het prinsbisdom Luik. Na de Franse invasie werd Sluizen als gemeente ingedeeld bij het kanton Hoegaarden van het Dijledepartement. Dit departement werd nadat de Fransen verdreven waren omgevormd tot de provincie Zuid-Brabant, de latere Belgische provincie Brabant.
Toen bij wet van 8 november 1962 de taalgrens definitief vastgelegd werd, verhuisde de overwegend Franstalige gemeente Sluizen van het arrondissement Leuven naar het arrondissement Nijvel. Sluizen bleef een zelfstandige gemeente tot het, tijdens de fusiegolf van 1977, werd verdeeld onder de gemeentes Hoegaarden, Jodoigne en Beauvechain .

## Bezienswaardigheden
- De Romeinse villa en Abdijhoeve Wahenges
- De Sint-Rochuskerk (Église Saint-Roch) is een neoromaans kerkgebouw van 1930.

## Natuur en landschap
Sluizen ligt direct aan de taalgrens, de kerk ligt zelfs tegen de taalgrens aan. De hoogte aan de kerk bedraagt 86 meter,

## Demografische ontwikkeling
- Bronnen:NIS, Opm:1831 tot en met 1970=volkstellingen, 1976= inwonersaantal op 31 december

## Nabijgelegen kernen
Hoegaarden, Meldert, Saint-Remy-Geest, Mélin, La Bruyère, Beauvechain
Deelgemeenten: Bevekom · Deurne · Hamme-Mille · Nodebeek · Sluizen 

Overige dorpen en gehuchten: Hamme · La Bruyère · Les Burettes · Mille · Sclimpré

Belgische gemeenten · Arrondissement Nijvel · Waals-Brabant · Wallonië